# Columbia Point (Boston)

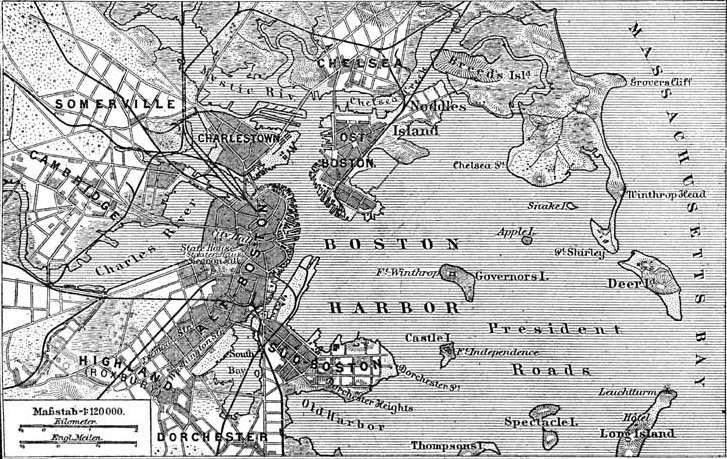
Eine deutsche Karte aus dem Jahr 1888 des Boston Harbor zeigt Dorchester in der linken unteren Ecke.

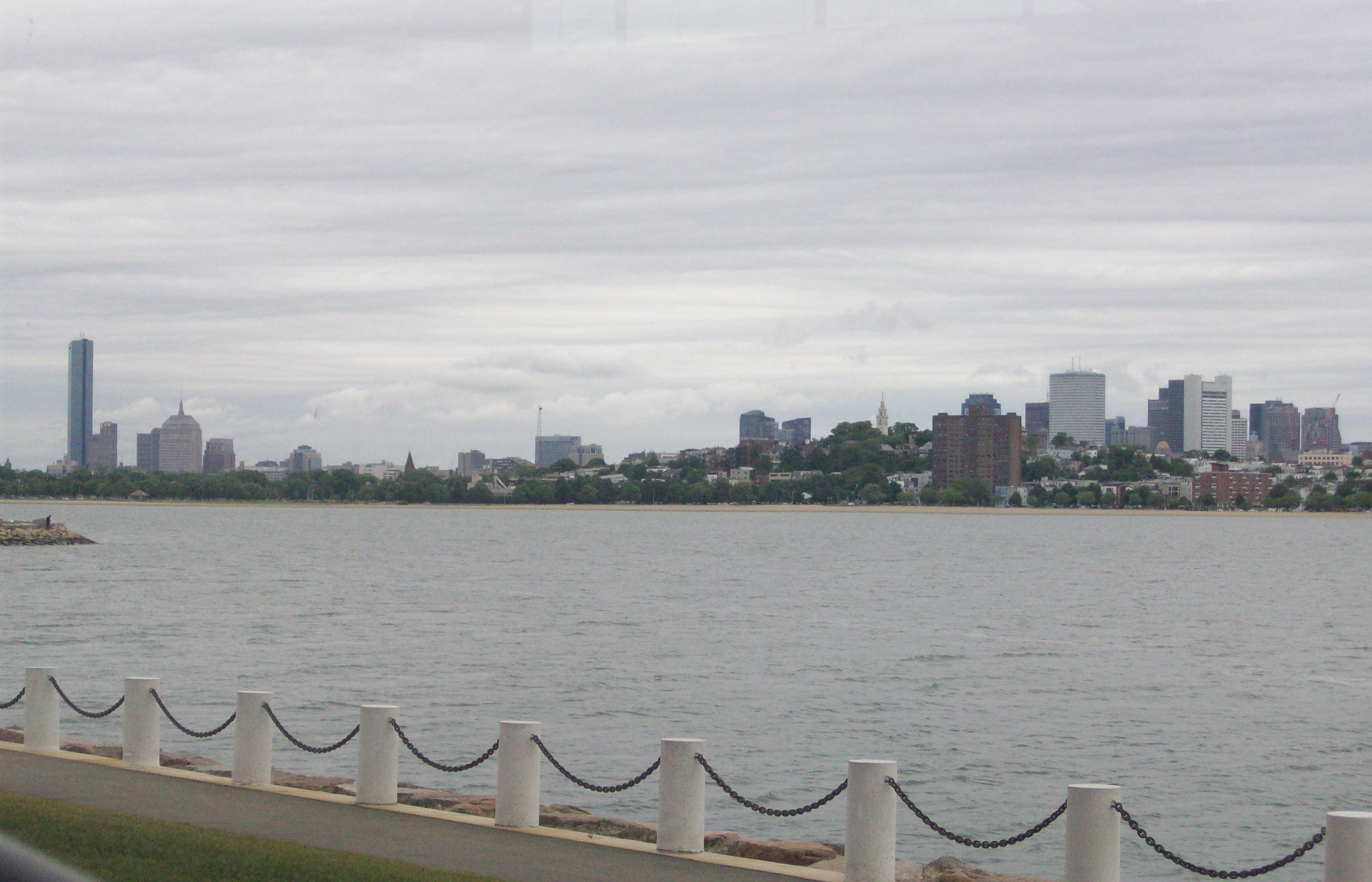
Der Old Harbor bei Columbia Point

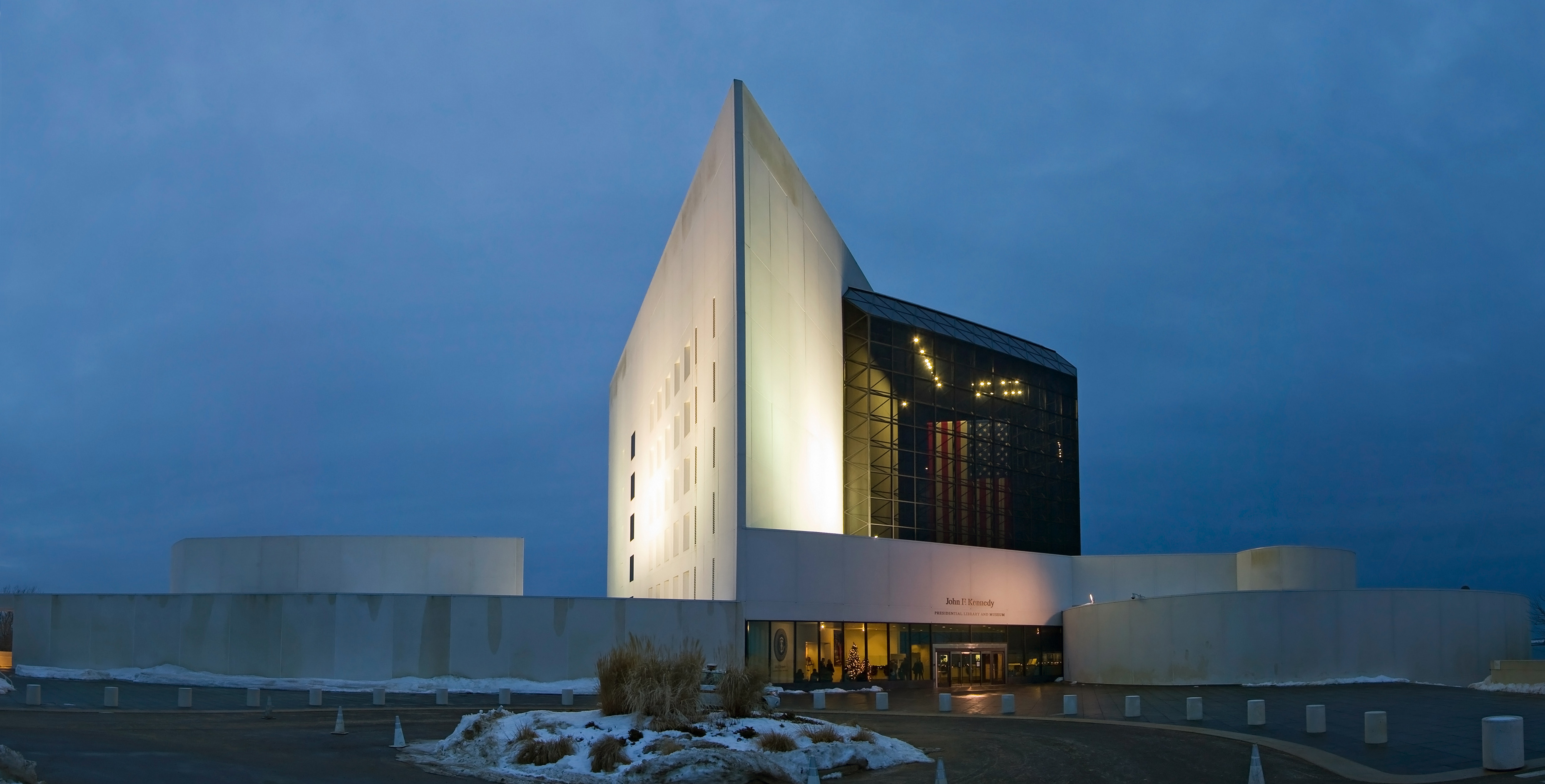
Die John F. Kennedy Presidential Library and Museum auf der Halbinsel Columbia Point

Der Columbia Point oder auch Harbor Point befindet sich auf einer Halbinsel im Stadtteil Dorchester der Stadt Boston im Bundesstaat Massachusetts der Vereinigten Staaten. Die Halbinsel ragt vom Festland in die Dorchester Bay. Der Columbia Point war im frühen 17. Jahrhundert die Landestelle der puritanischen Siedler und wurde von den Indianern Mattaponnock genannt.

## Geschichtlicher Hintergrund

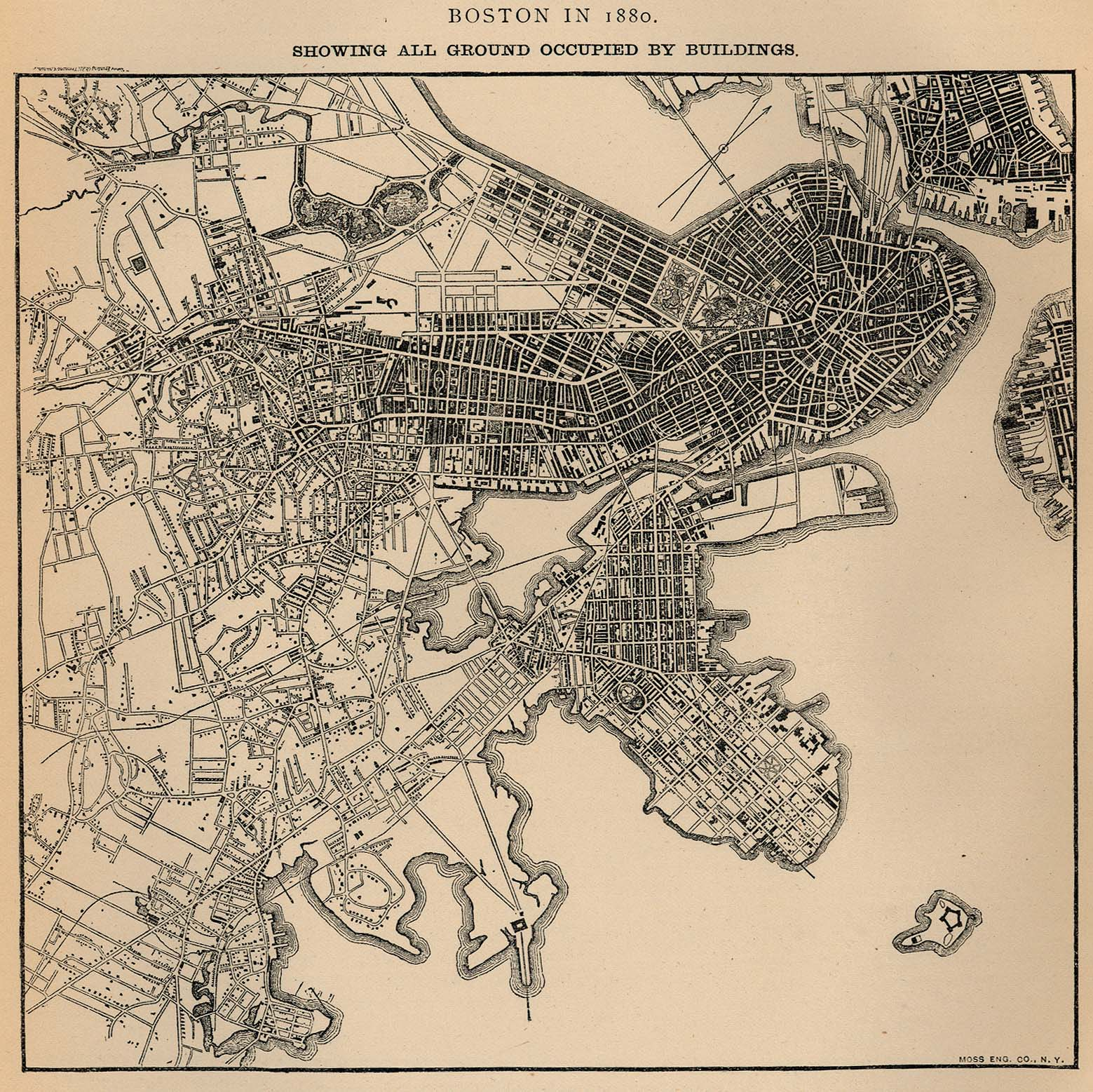
Diese Karte des U.S. Census Bureau aus dem Jahr 1880 zeigt alle mit Gebäuden besetzten Grundstücke in Boston. Der Columbia Point befindet sich im unteren und mittleren Bereich der Darstellung. Zwei Straßen zweigen zur Pumpstation und zur Kälberweide ab.

### 17. bis 19. Jahrhundert
Das Gebiet am Columbia Point wurde vom 17. bis in die Mitte des 19. Jahrhunderts als Kälberweide genutzt – die Anwohner des nahen Dorchester brachten ihre Kälber dort zum Grasen hin. Es handelte sich größtenteils um unbewohntes Marschland mit einer Größe von 14 Acres (56.656 m²). Durch Landaufschüttungen wurde im Laufe der Jahre weiteres Land hinzu gewonnen und die zur Verfügung stehende Fläche im 20. Jahrhundert auf 350 Acres (1,4 km²) ausgedehnt.
Im Jahr 1845 verlief die Old Colony Railroad durch das Gebiet und verband Boston mit Plymouth. Die Haltestelle trug zunächst den Namen Crescent Avenue, später Columbia und wird seit dem 1. Dezember 1982 als JFK/UMass ausgewiesen. Die Station gehört heute zur MBTA und bietet Zugang sowohl zur U-Bahn Red Line als auch zu den Vorortzügen.
In den 1880er Jahren wurde auf der Weide der Calf Pasture Pumping Station Complex errichtet, der heute noch besichtigt werden kann und zum Zeitpunkt seiner Errichtung den Stand der Technik der Abwasserbehandlung darstellte, um bessere Lebensbedingungen in der Stadt zu ermöglichen. Die Station pumpte das Abwasser in eine weiter entfernte Reinigungsanlage, die auf Moon Island im Boston Harbor stand. Dieses System diente als Vorbild für ähnliche Einrichtungen weltweit. Das System funktionierte so gut, dass es als zentraler Bestandteil der Bostoner Abwasserbehandlung bis 1968 in Betrieb blieb. In diesem Jahr wurde eine neue Abwasserreinigungsanlage auf Deer Island errichtet und nahm den Betrieb auf. Die Pumpstation ist auch aus architektonischer Sicht signifikant, da es nach dem Entwurf von Henry Hobson Richardson im romanischen Stil vom damaligen Bostoner Stadtarchitekten George Clough errichtet und in das National Register of Historic Places aufgenommen wurde.

### 20. Jahrhundert
1934 führten Landaufschüttungen zur Eröffnung des Columbus Park sowie des damaligen Day Boulevard (heute Morrissey Boulevard) auf der Halbinsel. Ein riesiger Müllberg, der sich auf der Halbinsel befand, wurde ebenfalls als Aufschüttungsmaterial verwendet.
Während des Zweiten Weltkriegs wurde am Columbia Point eine kleine Kaserne gebaut, um einige Kriegsgefangene unterbringen zu können. Nach Kriegsende wurde sie Veteranen als Wohnquartier zur Verfügung gestellt. 1950 siedelte die Boston College High School von South End an ihre heutige Adresse am Morrissey Boulevard um.
1954 wurde das Columbia Point Development-Projekt abgeschlossen, für das weiteres Land an der Nordküste der Halbinsel aufgeschüttet wurde und in dessen Zuge 1.500 neue Apartments durch die Boston Housing Authority errichtet wurden. Parallel dazu wurde weitere Infrastruktur wie bspw. öffentliche Schulen hinzugefügt.
In den 1960er Jahren gab es eine Initiative von Einwohnern auf dem Columbia Point, die dort befindliche städtische Müllkippe dauerhaft zu schließen. Die Initiatoren gewannen das Interesse des Anwalts Francis Lee Bailey Jr., der ihre rechtliche Vertretung übernahm. Tatsächlich musste die städtische Müllkippe 1962 den Betrieb einstellen, und die ebenfalls am Columbia Point befindliche private Müllkippe Mile Road Dump schloss im Februar 1963, nachdem der Massachusetts Supreme Court ihren Betrieb für unrechtmäßig erklärt hatte.
Im Jahr 1965 wurde mit dem Columbia Point Community Health Center das erste öffentliche Gesundheitszentrum der Vereinigten Staaten auf dem Columbia Point errichtet. Es wurde von den beiden Ärzten der Tufts University Jack Geiger und Count Gibson gegründet. Geiger hatte zuvor als Medizinstudent gemeinsam mit Sidney Kark die ersten öffentlichen Gesundheitszentren sowie die Prinzipien der am Gemeinwohl orientierten Erstversorgung in KwaZulu-Natal, Südafrika, kennengelernt. Das Zentrum ist heute noch als Geiger-Gibson Community Health Center an der Mount Vernon Street in Betrieb.
1974 eröffnete der Campus der University of Massachusetts Boston an der Spitze des Columbia Point und wurde Harbor Campus getauft. Nachdem 1977 die Bemühungen, die John F. Kennedy Library in Cambridge in der Nähe der Harvard University anzusiedeln, erfolglos blieben, wurde mit dem Bau der vom Architekten I. M. Pei entworfenen John F. Kennedy Presidential Library and Museum an der Spitze des Columbia Point begonnen. Sie wurde am 20. Oktober 1979 eröffnet.
Die Wohnblöcke am Columbia Point verfielen zusehends und wurden zunehmend gefährlich. In den 1980er Jahren lebten dort nur noch etwa 300 Familien, die Gebäude fielen fast auseinander. 1983 erkannte die Stadt Boston die nahezu aussichtslose Situation und übertrug die Verwaltung, Reinigung, Planung und Erneuerung der Grundstücke an die private Entwicklungsgesellschaft Corcoran-Mullins-Jennison. Ein 99 Jahre dauernder Leasingvertrag wurde einem Zusammenschluss der Gesellschaft mit weiteren Investoren sowie gewählten Vertretern der Mieter zugesprochen.
1986 begannen die Arbeiten an den neuen Wohneinheiten Harbor Point. Während einer Rezession im Jahr 1988, die zu einem Einbruch des Wohnungsmarktes und zu hohen Defiziten sowie teuren Darlehen führte, stand die Entwicklung des Harbor Point kurz vor dem Bankrott. Das Projekt wurde von der Chevron Corporation gerettet, die 34 Millionen US-Dollar investierte. Die Renovierungsarbeiten konnten 1990 abgeschlossen werden. Die neue Wohnanlage verfügte über Mieter unterschiedlicher Einkommensschichten und war nach neuesten Erkenntnissen ausgelegt und gestaltet worden. Zur Abgrenzung vom alten Zustand nannte man sie Harbor Point Apartments. Die Wohnungen erhielten internationale Anerkennung durch das Urban Land Institute, gewannen den FIABCI-Preis sowie 1993 die Goldmedaille des Rudy Bruner Award for Urban Excellence und waren Vorbild für das staatliche Programm Hope VI des United States Department of Housing and Urban Development.

### 21. Jahrhundert
Im Jahr 2008 wurden Pläne der Corcoran-Jennings-Gesellschaft bekannt gegeben, die sich mit der Neuentwicklung des 30 Acres (121.406 m²) großen Areals des Bayside Exposition Center auf der Halbinsel befassten und eine gemischte Nutzung aus Gewerbe- und Wohnimmobilien mit dem Namen Bayside on the Point vorschlugen. Allerdings gab es eine Reihe von ernsthaften Problemen bei der Planung, insbesondere da die Massachusetts Water Resources Authority in der direkten Nachbarschaft des Geländes den Bau einer Einrichtung zur Kontrolle der Abwassergerüche plante.
Unterdessen ging das Gelände des Bayside Expo Center im Jahr 2009 im Rahmen eines über das Vermögen der Corcoran-Jennison-Gesellschaft eröffneten Konkursverfahrens an eine in Florida ansässige Immobilienfirma verloren. Kurz darauf erwarb die University of Massachusetts Boston das Grundstück für zukünftige Erweiterungen ihres Campusgeländes. Der Kaufvertrag wurde von der University of Massachusetts Boston gemeinsam mit der University of Massachusetts Building Authority im Februar 2010 unterzeichnet und besiegelte den Kauf für 18,7 Millionen US-Dollar. Der Beginn der Bauarbeiten am neuen Edward M. Kennedy Institute for the United States Senate sowie weiteren wissenschaftlichen Einrichtungen wurde für das Jahr 2010 angegeben.

## Zeitablauf
| Jahr | Ereignis |
| ---- | --- |
| 1630 | Puritanische Siedler landen am Columbia Point. Bis 1869 ist die Gegend eine Viehweide für Kälber. |
| 1884 | Die Abwasser-Pumpstation wird am Ende der Mile Road in Betrieb genommen. |
| 1942 | An der Nordseite der Halbinsel wird Camp McKay gebaut, in dem während des Zweiten Weltkriegs italienische Gefangene untergebracht wurden.                                                                            |
| 1954 | Das Projekt zur Errichtung von Wohnungen am Columbia Point beginnt und die ersten Mieter ziehen ein. |
| 1965 | Das Columbia Point Health Center eröffnet als erstes Gesundheitszentrum des Landes. |
| 1966 | Die Errichtung der Bayside Mall beginnt. |
| 1971 | Mit dem Bau der University of Massachusetts Boston wird begonnen. |
| 1974 | Der Harbor Campus der University of Massachusetts Boston wird am Columbia Point eröffnet. |
| 1975 | Mieter mehrerer Sozialwohnungen klagen aufgrund von schlechten Wohnbedingungen gegen die Boston Housing Authority.                                                                                                   |
| 1978 | Die Boston Redevelopment Authority erhält aus Bundesmitteln 80 Millionen US-Dollar, um die Wohnungen am Columbia Point zu verbessern.                                                                                |
| 1979 | Die John F. Kennedy Library wird offiziell eingeweiht. |
| 1984 | Eine private Entwicklungsgesellschaft übernimmt das Management der Wohnungen am Columbia Point und beginnt mit groß angelegten Aufräum- und Verschönerungsaktionen sowie erheblichen Verbesserungen bei der Wartung. |
| 1985 | Im November eröffnet das Massachusetts State Archive. |
| 1986 | Auf dem Gelände des ehemaligen Columbia Point Wohnungsbauprojekts beginnen die Arbeiten am neuen Harbor Point Wohnungsbauprojekt.                                                                                    |
| 1998 | Die Appartements am Harbor Point erreichen eine Belegungsrate von 99 % und feiern ihr zehnjähriges Bestehen. |
| 2008 | Ein Plan zur Neuentwicklung des Geländes des Bayside Exposition Center in ein Gebiet mit gewerblicher und privater Nutzung wird zur öffentlichen Ansicht ausgelegt.                                                  |
| 2009 | Das Bayside Exposition Center geht im Rahmen einer Zwangsvollstreckung verloren. |
| 2010 | Die University of Massachusetts Boston kauft das Bayside Exposition Center für 18,7 Millionen US-Dollar. |